# Argyrolobium saharae
Argyrolobium saharae är en ärtväxtart som beskrevs av Auguste Nicolas Pomel. Argyrolobium saharae ingår i släktet Argyrolobium och familjen ärtväxter. Inga underarter finns listade i Catalogue of Life.